# Liste des lieux de culte du Bas-Saint-Laurent
La liste des lieux de culte du Bas-Saint-Laurent liste l'ensemble des lieux de culte situés dans la région administrative du Bas-Saint-Laurent au Québec. La grande majorité de ceux-ci sont de dénomination catholique, mais la liste inclut également des lieux de culte protestants, surtout dans les municipalités où il y a une population d'origine anglophone.
Notez que cette liste ne comprend que les lieux de culte érigés avant 1975.

## Liste

### Lieux de culte chrétiens

#### Lieux de culte catholiques
| Lieu de culte                                              | Illustration | Municipalité                    | Adresse                           | Coordonnées | Année de construction | Lien dans l'ILCQ | Notes |
| ---------------------------------------------------------- | ------------ | ------------------------------- | --------------------------------- | ----------- | --------------------- | ---------------- | ----- |
| Lieu de pèlerinage Berceau-de-Kamouraska                   |              | Kamouraska                      | Route 132                         |             | 1959                  | 59257            |       |
| Chapelle des Sœurs-de-la-Visitation-Sainte-Marie           |              | La Pocatière                    | 1430, 4e Avenue                   |             | 1962-1963             | 25164            |       |
| Chapelle du Haut-de-Sainte-Anne                            |              | La Pocatière                    | Route 132 Ouest                   |             | 1952                  | 33390            |       |
| Église dite chapelle Notre-Dame-de-L'Assomption            |              | Rivière-Ouelle                  | 157, chemin de l'Anse-des-Mercier |             | 1948                  | 24748            |       |
| Église Notre-Dame-de-Liesse                                |              | Rivière-Ouelle                  | 102, rue de l'Église              |             | 1877-1880             | 15883            |       |
| Église dite chapelle Notre-Dame-du-Fleuve-Saint-Laurent    |              | Saint-Denis-De La Bouteillerie  | 21, chemin de la Grève            |             | 1943                  | 15824            |       |
| Église Notre-Dame-du-Mont-Carmel                           |              | Mont-Carmel                     | 11, rue de la Fabrique            |             | 1906                  | 17478            |       |
| Église Saint-Alexandre                                     |              | Saint-Alexandre-de-Kamouraska   | 692, route 289                    |             | 1851                  | 19788            |       |
| Église Saint-André                                         |              | Saint-André-de-Kamouraska       | 128, rue Principale               |             | 1805-1811             | 24850            |       |
| Église Saint-Bruno                                         |              | Saint-Bruno-de-Kamouraska       | 303, rue de l'Église              |             | 1900-1901             | 18993            |       |
| Église Saint-Denis-De La Bouteillerie                      |              | Saint-Denis-De La Bouteillerie  | 1, route de la Grève              |             | 1886-1887             | 15581            |       |
| Église Saint-Gabriel-Lalemant                              |              | Saint-Gabriel-Lalemant          | 25, rue Principale                |             | 1939                  | 17143            |       |
| Église Saint-Germain                                       |              | Saint-Germain-de-Kamouraska     | 500, rue de la Fabrique           |             | 1882-1883             | 18929            |       |
| Église Saint-Joseph-de-Kamouraska                          |              | Saint-Joseph-de-Kamouraska      | 297, rue Principale Est           |             | 1919                  | 21867            |       |
| Église Saint-Louis-de-Kamouraska                           |              | Kamouraska                      | 76, avenue Morel                  |             | 1914-1916             | 18025            |       |
| Église Saint-Onésime                                       |              | Saint-Onésime-d'Ixworth         | 10, rue Dionne                    |             | 1972-1973             | 25343            |       |
| Église Saint-Pacôme                                        |              | Saint-Pacôme                    | 222, boulevard Bégin              |             | 1852                  | 17203            |       |
| Église Saint-Pascal-de-Kamouraska                          |              | Saint-Pascal                    | 495, rue Taché                    |             | 1845-1848             | 19419            |       |
| Église Saint-Philippe-de-Néri                              |              | Saint-Philippe-de-Néri          | 11, côte de l'Église              |             | 1870                  | 17593            |       |
| Cathédrale Sainte-Anne-de-la-Pocatière                     |              | La Pocatière                    | 203, 4e avenue                    |             | 1969-1970             | 25071            |       |
| Église Sainte-Hélène                                       |              | Sainte-Hélène                   | 701, rue du Couvent               |             | 1847-1849             | 21099            |       |
| Lieu de pèlerinage sanctuaire de Notre-Dame-de-Fatima      |              | La Pocatière                    | 193-A, route 132                  |             | 1952                  | 25563            |       |
| Chapelle des Servantes-de-Notre-Dame-Reine-du-Clergé       |              | Lac-au-Saumon                   | 13, rue du Foyer                  |             | 1941-1942             | 37413            |       |
| Église Saint-Alexandre                                     |              | Saint-Alexandre-des-Lacs        | 16, rue de l'Église               |             | 1947-1948             | 37024            |       |
| Église Saint-Cléophas                                      |              | Saint-Cléophas                  | 246, rue Principale               |             | 1964                  | 38968            |       |
| Église Saint-Damase                                        |              | Saint-Damase                    | 365, rue Principale               |             | 1914-1919             | 39960            |       |
| Église Saint-Jacques-le-Majeur                             |              | Causapscal                      | 100, place de l'Église            |             | 1910-1912             | 36740            |       |
| Église Saint-Jean-Baptiste-Vianney                         |              | Saint-Vianney                   | 37, rue de l'Église               |             | 1934                  | 38624            |       |
| Église dite oratoire Saint-Joseph                          |              | Lac-au-Saumon                   | 31, rue de l'Oratoire             |             | 1921-1924             | 37696            |       |
| Église Saint-Léon-le-Grand                                 |              | Saint-Léon-le-Grand             | 20, place de l'Église             |             | 1926-1928             | 37927            |       |
| Église Saint-Moïse                                         |              | Saint-Moïse                     | 117, rue Principale               |             | 1914-1915             | 39544            |       |
| Église Saint-Noël                                          |              | Saint-Noël                      | 45, rue de l'Église               |             | 1965-1966             | 39491            |       |
| Église Saint-Nom-de-Marie                                  |              | Sayabec                         | 1, rue de l'Église                |             | 1929-1931             | 39100            |       |
| Église Saint-Pierre-du-Lac                                 |              | Val-Brillant                    | 1A, rue Saint-Pierre Ouest        |             | 1914-1916             | 38862            |       |
| Église Saint-Raphaël                                       |              | Albertville                     | 1090, rue Principale              |             | 1945                  | 38242            |       |
| Église Saint-Tharcisius                                    |              | Saint-Tharcisius                | 37, rue Principale Nord           |             | 1926-1928             | 38768            |       |
| Église Sainte-Florence                                     |              | Sainte-Florence                 | 16, rue Beaurivage Nord           |             | 1907-1908             | 1759             |       |
| Église Sainte-Irène                                        |              | Sainte-Irène                    | 366, rue de la Fabrique           |             | 1957-1958             | 37981            |       |
| Église La Rédemption                                       |              | La Rédemption                   | 60, rue Soucy                     |             | 1935-1936             | 43535            |       |
| Église Notre-Dame-de-la-Compassion                         |              | Métis-sur-Mer                   | 54, rue Principale                |             | 1950-1951             | 37292            |       |
| Église Notre-Dame-de-Lourdes                               |              | Mont-Joli                       | 23, rue de la Grotte              |             | 1925-1927             | 39208            |       |
| Église Saint-Antoine-de-Padoue                             |              | Padoue                          | 193, rue Beaulieu                 |             | 1911                  | 37443            |       |
| Église Saint-Charles-Garnier                               |              | Saint-Charles-Garnier           | 48, rue Principale                |             | 1952-1954             | 44262            |       |
| Église Saint-Donat                                         |              | Saint-Donat                     | 168, avenue Mont-Comi             |             | 1901-1903             | 44974            |       |
| Église Saint-Gabriel                                       |              | Saint-Gabriel-de-Rimouski       | 348, avenue Principale            |             | 1903                  | 44457            |       |
| Église Saint-Joseph-de-Lepage                              |              | Saint-Joseph-de-Lepage          | 34, rue Principale                |             | 1874                  | 39099            |       |
| Église Saint-Octave                                        |              | Saint-Octave-de-Métis           | 201, rue de l'Église              |             | 1911-1913             | 38087            |       |
| Église Saint-Rémi                                          |              | Price                           | 33, rue de l'Église               |             | 1910                  | 38322            |       |
| Église Sainte-Angèle-de-Mérici                             |              | Sainte-Angèle-de-Mérici         | 540, avenue de la Vallée          |             | 1909-1912             | 38596            |       |
| Église Sainte-Flavie                                       |              | Sainte-Flavie                   | 507, route de la Mer              |             | 1948-1949             | 39338            |       |
| Église Sainte-Jeanne-d'Arc                                 |              | Sainte-Jeanne-d'Arc             | 206, rue Principale               |             | 1921                  | 43951            |       |
| Église de Sainte-Luce                                      |              | Sainte-Luce                     | 20, route du Fleuve               |             | 1838-1840             | 40046            |       |
| Chapelle des Sœurs-de-Jésus-Marie                          |              | Trois-Pistoles                  | 28, rue de la Fabrique            |             | 1894-1895             | 77490            |       |
| Église Notre-Dame-des-Neiges                               |              | Trois-Pistoles                  | 30, rue Notre-Dame Est            |             | 1882-1887             | 78267            |       |
| Église Saint-Clément                                       |              | Saint-Clément                   | 1, rue Principale Est             |             | 1896-1898             | 48973            |       |
| Église Saint-Éloi                                          |              | Saint-Éloi                      | 319, rue Principale Est           |             | 1924-1926             | 77100            |       |
| Église Saint-Jean-Baptiste                                 |              | Notre-Dame-des-Neiges           | 10, rue de l'Église               |             | 1907                  | 77653            |       |
| Église Saint-Mathieu                                       |              | Saint-Mathieu-de-Rioux          | 370, rue Principale               |             | 1872-1875             | 77828            |       |
| Église Saint-Médard                                        |              | Saint-Médard                    | 1, rue de l'Église                |             | 1940                  | 76417            |       |
| Église Saint-Simon                                         |              | Saint-Simon                     | 36, rue de l'Église               |             | 1831-1836             | 78117            |       |
| Église Sainte-Françoise                                    |              | Sainte-Françoise                | 17, rue de la Fabrique            |             | 1900-1901             | 76867            |       |
| Église Sainte-Rita                                         |              | Sainte-Rita                     | 27, rue de l'Église               |             | 1936-1937             | 48552            |       |
| Église L'Assomption-de-Notre-Dame                          |              | Baie-des-Sables                 | 90, rue de la Mer                 |             | 1939-1941             | 49271            |       |
| Église Le-Très-Saint-Rédempteur                            |              | Matane                          | 251, rue Thibault                 |             | 1969-1970             | 48717            |       |
| Église Les-Saints-Sept-Frères                              |              | Grosses-Roches                  | 173, rue Mgr Ross                 |             | 1883-1886             | 44924            |       |
| Église Saint-Adelme                                        |              | Saint-Adelme                    | 220, rue Principale               |             | 1939                  | 49098            |       |
| Église Saint-Édouard                                       |              | Les Méchins                     | 162, rue Principale               |             | 1916-1918             | 44786            |       |
| Église Saint-Jérôme                                        |              | Matane                          | 527, avenue Saint-Jérôme          |             | 1933-1934             |                  |       |
| Église Saint-Léandre                                       |              | Saint-Léandre                   | 3026, rue Principale              |             | 1950-1951             | 49038            |       |
| Église Saint-René-Goupil                                   |              | Saint-René-de-Matane            | 157, avenue Saint-René            |             | 1937                  | 48965            |       |
| Église de Saint-Roch-des-Aulnaies                          |              | Saint-Roch-des-Aulnaies         | 974, route de la Seigneurie       |             | 1853                  | 32216            |       |
| Église Saint-Ulric                                         |              | Saint-Ulric                     | 192, avenue Ulric-Tessier         |             | 1874-1878             | 49452            |       |
| Église Sainte-Félicité                                     |              | Sainte-Félicité                 | 200, boulevard Perron             |             | 1957-1958             | 45083            |       |
| Église Sainte-Paule                                        |              | Sainte-Paule                    | 194, rue de l'Église              |             | 1937                  | 48848            |       |
| Chapelle de l'Archevêché de Rimouski                       |              | Rimouski                        | 34, rue de l'Évêché Ouest         |             | 1901-1903             | 78696            |       |
| Chapelle de la congrégation de Notre-Dame-du-Saint-Rosaire |              | Rimouski                        | 300, allée du Rosaire             |             | 1958                  | 2096             |       |
| Chapelle des Frères-du-Sacré-Cœur                          |              | Rimouski                        | 325, rue Saint-Jean-Baptiste Est  |             | 1969                  | 77103            |       |
| Chapelle des Sœurs-Filles-de-Jésus                         |              | Rimouski                        | 949, boulevard Saint-Germain      |             | 1969-1971             | 77002            |       |
| Chapelle du Grand-Séminaire                                |              | Rimouski                        | 49, rue Saint-Jean-Baptiste Ouest |             | 1945-1947             | 79083            |       |
| Église de L'Esprit-Saint                                   |              | Esprit-Saint                    | 7, rue des Érables                |             | 1939-1940             | 74888            |       |
| Église de La-Trinité-des-Monts                             |              | La Trinité-des-Monts            | 1, rue Principale Sud             |             | 1940-1941             | 75241            |       |
| Église dite chapelle Notre-Dame-des-Murailles              |              | Saint-Fabien                    | 40, chemin de la Mer Ouest        |             | 1928                  | 70261            |       |
| Église Notre-Dame-du-Sacré-Cœur                            |              | Rimouski                        | 839, rue Saint-Germain Ouest      |             | 1877-1878             | 77505            |       |
| Église Saint-Anaclet                                       |              | Saint-Anaclet-de-Lessard        | 25, rue Principale Est            |             | 1857-1858             | 74154            |       |
| Église Saint-Eugène                                        |              | Saint-Eugène-de-Ladrière        | 159, rue Principale               |             | 1930                  | 74515            |       |
| Église Saint-Fabien                                        |              | Saint-Fabien                    | 109, rue Première                 |             | 1854-1855             | 70378            |       |
| Cathédrale Saint-Germain                                   |              | Rimouski                        | 11, rue Saint-Germain Ouest       |             | 1854-1859             | 79655            |       |
| Église Saint-Narcisse                                      |              | Saint-Narcisse-de-Rimouski      | 477, rue Duchénier                |             | 1926                  | 74414            |       |
| Église Saint-Pie-X                                         |              | Rimouski                        | 373, avenue de la Cathédrale      |             | 1964-1965             | 2093             |       |
| Église Saint-Robert-Bellarmin                              |              | Rimouski                        | 233, rue Saint-Laurent Ouest      |             | 1963                  | 2093             |       |
| Église Sainte-Agnès                                        |              | Rimouski                        | 329, sur Saint-Germain Est        |             | 1957-1958             | 76857            |       |
| Église Sainte-Anne                                         |              | Rimouski                        | 1095, rue du Parc                 |             | 1959-1960             | 78368            |       |
| Église Sainte-Blandine                                     |              | Rimouski                        | 644, route des Pionniers          |             | 1949-1950             | 75318            |       |
| Église Sainte-Cécile                                       |              | Rimouski                        | 88, place de l'Église             |             | 1891-1892             | 73491            |       |
| Chapelle des Sœurs-de-l'Enfant-Jésus-de-Chauffailles       |              | Rivière-du-Loup                 | 60, rue Saint-Henri               |             | 1959-1960             | 62559            |       |
| Chapelle du monastère Sainte-Claire                        |              | Rivière-du-Loup                 | 7, rue Pelletier                  |             | 1950-1953             | 61518            |       |
| Église La-Décollation-de-Saint-Jean-Baptiste               |              | L'Isle-Verte                    | 150, rue Saint-Jean-Baptiste      |             | 1846-1855             | 65481            |       |
| Église Notre-Dame-du-Portage                               |              | Notre-Dame-du-Portage           | 531, route du Fleuve              |             | 1859-1861             | 60777            |       |
| Église Saint-Antonin                                       |              | Saint-Antonin                   | 290, rue Principale               |             | 1869-1873             | 61108            |       |
| Église Saint-Arsène                                        |              | Saint-Arsène                    | 102, rue Principale               |             | 1864-1869             | 62267            |       |
| Église Saint-Épiphane                                      |              | Saint-Épiphane                  | 258, rue Sirois                   |             | 1948                  | 62087            |       |
| Église Saint-François-Xavier                               |              | Rivière-du-Loup                 | 31, rue Delage                    |             | 1905                  | 62036            |       |
| Église Saint-François-Xavier-de-Viger                      |              | Saint-François-Xavier-de-Viger  | 119, rue Principale               |             | 1946-1948             | 60628            |       |
| Église Saint-Georges de Cacouna                            |              | Cacouna                         | 455, rue de l'Église              |             | 1841-1848             | 65609            |       |
| Église Saint-Hubert                                        |              | Saint-Hubert-de-Rivière-du-Loup | 1, chemin Taché Ouest             |             | 1900-1902             | 60540            |       |
| Église Saint-Ludger                                        |              | Rivière-du-Loup                 | 43, rue Alexandre                 |             | 1905                  | 62839            |       |
| Église Saint-Modeste                                       |              | Saint-Modeste                   | 344, rue Principale               |             | 1868-1869             | 61407            |       |
| Église Saint-Patrice                                       |              | Rivière-du-Loup                 | 121, rue Lafontaine               |             | 1855-1856             | 63143            |       |
| Église Saint-Paul-de-la-Croix                              |              | Saint-Paul-de-la-Croix          | 1A, rue du Parc                   |             | 1907-1909             | 62506            |       |
| Église dite chapelle Sainte-Anne-des-Ondes                 |              | Rivière-du-Loup                 | 116, rue Hayward                  |             | 1895-1896             | 62992            |       |
| Église La-Nativité-de-la-Sainte-Vierge                     |              | Biencourt                       | 2A, rue Principale Est            |             | 1931-1933             | 18293            |       |
| Église Marie-Médiatrice d'Escourt                          |              | Pohénégamook                    | 1250, chemin Guérette             |             | 1932-1933             | 15384            |       |
| Église Marie-Reine-des-Cœurs                               |              | Saint-Juste-du-Lac              | 96, route 295                     |             | 1947                  | 17192            |       |
| Église Notre-Dame-du-Lac                                   |              | Témiscouata-sur-le-Lac          | 25, rue de la Fabrique            |             | 1873-1875             | 17011            |       |
| Église Saint-Athanase                                      |              | Saint-Athanase                  | 6124, chemin de l'Église          |             | 1966                  | 14950            |       |
| Église Saint-Benoît-Abbé                                   |              | Packington                      | 34, rue Principale                |             | 1951-1953             | 15746            |       |
| Église Saint-David d'Estcourt                              |              | Pohénégamook                    | 466, rue des Étudiants            |             | 1924                  | 15289            |       |
| Église Saint-Eusèbe                                        |              | Saint-Eusèbe                    | 125, rue de l'Égloise             |             | 1917-1918             | 15811            |       |
| Église Saint-Éleuthère                                     |              | Pohénégamook                    | 1094, rue Saint-Vallier           |             | 1910-1911             | 15103            |       |
| Église Saint-Émile                                         |              | Auclair                         | 741-A, rue du Clocher             |             | 1931                  | 17248            |       |
| Église Saint-Godard                                        |              | Lejeune                         | 67C, rue de la Grande-Coulée      |             | 1953                  | 17413            |       |
| Église Saint-Honoré                                        |              | Saint-Honoré-de-Témiscouata     | 102, rue Principale               |             | 1904-1908             | 14996            |       |
| Église Saint-Isidore                                       |              | Lac-des-Aigles                  | 72, rue Principale                |             | 1933-1934             | 18318            |       |
| Église Saint-Jean-de-la-Lande                              |              | Saint-Jean-de-la-Lande          | 812, rue Principale               |             | 1932                  | 15673            |       |
| Église Saint-Joseph-de-la-Rivière-Bleue                    |              | Rivière-Bleue                   | 25, rue de l'Église               |             | 1918-1920             | 15515            |       |
| Église Saint-Juste                                         |              | Saint-Juste-du-Lac              | 41-A, chemin Principal            |             | 1939                  | 17144            |       |
| Église Saint-Louis-du-Ha! Ha!                              |              | Saint-Louis-du-Ha! Ha!          | 233, rue Commerciale              |             | 1907-1909             | 17592            |       |
| Église Saint-Marc-du-Lac-Long                              |              | Saint-Marc-du-Lac-Long          | 15, rue de l'Église               |             | 1956-157              | 15599            |       |
| Église Saint-Mathias                                       |              | Témiscouata-sur-le-Lac          | 18, rue Saint-Philippe            |             | 1973                  | 17848            |       |
| Église Saint-Michel                                        |              | Saint-Michel-du-Squatec         | 106, rue Saint-Joseph             |             | 1918-1920             | 18005            |       |
| Église Saint-Pierre                                        |              | Saint-Pierre-de-Lamy            | 115, route de l'Église            |             | 1949                  | 15038            |       |
| Église Sainte-Rose                                         |              | Dégelis                         | 384, avenue Principale            |             | 1904-1905             | 17038            |       |

##### Anciens lieux de culte catholiques
| Lieu de culte                                                        | Illustration | Municipalité                | Adresse                    | Coordonnées | Année de construction | Lien dans l'ILCQ | Notes |
| -------------------------------------------------------------------- | ------------ | --------------------------- | -------------------------- | ----------- | --------------------- | ---------------- | --- |
| Chapelle des Clercs-de-Saint-Viateur                                 |              | Sainte-Luce                 | 181, route 133 Ouest       |             | 1954-1955             | 39918            | Maintenant un édifice résidentiel pour gens âgés en pertes d'autonomies                                     |
| Église Sainte-Bernadette-Soubirous                                   |              | Mont-Joli                   | 1314, rue Thibaults        |             | 1967-1968             | 39140            | Maintenant une église évangélique sous le nom église La Bible Parle                                         |
| Église Notre-Dame-de-la-Paix                                         |              | Sainte-Luce                 | 61, rue Saint-Laurent      |             | 1958-1960             | 44657            | Fermée |
| Église Saint-Edmond                                                  |              | Lac-au-Saumon               | 38, rue Bouillon           |             | 1955                  | 36923            | Maintenant un centre multifonctionnel                                                                       |
| Église Saint-Guy                                                     |              | Saint-Guy                   | 48, rue Principale         |             | 1937-1938             | 75919            | Maintenant un édifice multifonctionnel                                                                      |
| Église Saint-Jean-de-Dieu                                            |              | Saint-Jean-de-Dieu          | 75, rue Principale Nord    |             | 1959-1961             | 49152            | Maintenant un édifice multifonctionnel                                                                      |
| Église Saint-Victor                                                  |              | Matane                      | 686, rue de la Grève       |             | 1961-1962             | 45302            | Maintenant un édifice multifonctionnel                                                                      |
| Chapelle des Servantes-de-Jésus-Marie                                |              | Rimouski                    | 400, rue Lasalle Ouest     |             | 1935                  | 77433            | Maintenant un édifice résidentiel                                                                           |
| Église de L'Annonciation-de-la-Bienheureuse-Vierge-Marie-de-Nazareth |              | Rimouski                    | 12, rue de l'Église        |             | 1939                  | 75911            | Maintenant un édifice communautaire                                                                         |
| Église Saint-Marcellin                                               |              | Saint-Marcellin             | 335, route rurale 234      |             | 1938                  | 74317            | Maintenant un édifice communautaire                                                                         |
| Église Saint-Valérien                                                |              | Saint-Valérien              | 120, rue Principale        |             | 1939-1940             | 74707            | Maintenant un édifice multifonctionnel                                                                      |
| Église Saint-Odile                                                   |              | Rimouski                    | 484, rue Tessier           |             | 1939                  | 76479            | Maintenant un édifice résidentiel                                                                           |
| Église Notre-Dame-des-Sept-Douleurs                                  |              | L'Isle-Verte                | 629, chemin de l'Isle      |             | 1974                  | 62603            | Maintenant un édifice multifonctionnel                                                                      |
| Église Saint-Cyprien                                                 |              | Saint-Cyprien               | 187, rue Principale        |             | 1954-1956             | 62434            | Maintenant un édifice communautaire                                                                         |
| Église Saint-Elzéar                                                  |              | Saint-Elzéar-de-Témiscouata | 210, rue de l'Église       |             | 1951-1952             | 18523            | Maintenant un édifice multifonctionnel                                                                      |
| Église Saint-Yves                                                    |              | Rimouski                    | 549, rue Saint-Germain Est |             | 1959-1960             | 75569            | Fermée depuis 2017. Maintenant, un édifice multifonctionnel connu sous le nom de « La Maison de mon Père ». |
| Église Saint-Zénon                                                   |              | Saint-Zénon-du-Lac-Humqui   | 152, route 195             |             | 1919                  | 37848            | Maintenant un édifice multifonctionnel                                                                      |

#### Lieux de culte protestants
| Lieu de culte                              | Illustration | Municipalité    | Adresse                    | Coordonnées | Année de construction | Lien dans l'ILCQ | Notes                                   |
| ------------------------------------------ | ------------ | --------------- | -------------------------- | ----------- | --------------------- | ---------------- | --------------------------------------- |
| Église La Bible Parle                      |              | Mont-Joli       | 1314, rue Thibault         |             | 1967-1968             | 39140            | Évangélique                             |
| Église Little Metis Presbyterian Church    |              | Métis-sur-Mer   | 87, rue Beach              |             | 1883                  | 47480            | Presbytérienne                          |
| Église Metis Beach United Church           |              | Métis-sur-Mer   | 238, rue Beach             |             | 1866                  | 45300            | Église unie, ancienne église méthodiste |
| Église Presbyterian Church                 |              | Price           | 54, chemin Pointe-Leggatte |             | 1883-1884             | 48070            | Presbytérienne                          |
| Église Saint Georges                       |              | Métis-sur-Mer   | 4, rue McNider             |             | 1903                  | 48344            | Anglicane                               |
| Église Saint Bartholomew                   |              | Rivière-du-Loup | 15, rue du Domaine         |             | 1841                  | 65058            | Anglicane                               |
| Église Saint-James the Apostle             |              | Cacouna         | 280, rue Principale        |             | 1865                  | 64372            | Anglicane                               |
| Église évangélique baptiste du Pied-du-Lac |              | Rivière-Bleue   | 27, rue Saint-Pierre       |             | 1922                  | 15436            | Baptiste évangélique                    |